# Олянино
Олянино (укр. Олянине) — село в Каменском районе Черкасской области Украины.
Население по переписи 2001 года составляло 161 человек.

## История
В Российской империи
Дата основания села Олянина (Ульянино тож) неизвестна, но, по-видимому, оно существовало уже в XVIII веке. Письменные источники, хранящиеся в Государственном архиве Черкасской области, в частности документы Чигиринского уездного суда [ГАЧО Ф.420 оп.1], датируются 1805-1808 гг.
Первым по времени печатным источником, содержащим упоминание данного населённого пункта считается "Список населённых пунктов Киевской губернии", составленный священнослужителем Л. И. Похилевичем в 1864 году. В списке значится: "Ульянина, село" (так в тексте) на правой стороне рч. Сырого Ташлыка, в 4-х верстах выше села Радивановки; жителей обоего пола — 328; в 1808 году было — 288 чел. в 51 дворах. Это небольшое село, имеющее 716 десятин земли  Софией Бороздиной продано подполковнику Францу Нарвойту <...> Церковь в селе Успенская, деревянная, 7-го класса, построена во второй половине XVIII в..
В другом печатном источнике — Списке населённых мест Киевской губернии 1900 года, значится: Чигиринского уезда Оситняжской волости, Село Ульянино (влад.), в нём дворов — 104, число жителей обоего пола – 606 человек, из них мужчин – 302, женщин – 304; главное занятие жителей — хлебопашество. Село принадлежит Леонтине Станиславовне и Антону Станиславовичу Нарвойтам. В селе имеются: 1 православная церковь, 1 церковно-приходская школа, 1 водяная мельница, принадлежащая помещикам Нарвойтам, 8 ветряных мельниц, принадлежащих крестьянам, 1 кузница и 1 хлебный магазин, где к 1 янв. 1900 было 132 чт. озимого  и 66 ярового хлеба.
При советской власти
7 января 1954 года указом Президиума ВС СССР из южных районов Киевской, северных Кировоградской и западных Полтавской области образована Черкасская область. Село Олянино, как и  другие селения южных райнов Киевской области, включено в состав Каменского района этой области.

## Известные уроженцы
- Дриженко, Иван Алексеевич (1916—1973) — военачальник, подполковник Советской армии (1939-1961);  Герой Советского Союза (1943).
- Дриженко, Василий Алексеевич (1913—1980) — бригадир забойщиков треста «Краснодонуголь», Герой Социалистического Труда (1957).

## Местный совет
20832, Черкасская обл., Каменский р-н, с. Радивановка, ул. Ленина, 1